# Stor i käften
Stor i käften (originaltitel Big Mouth & Ugly Girl) är en roman skriven av Joyce Carol Oates och är utgiven 2002.

## Handling
Matt Donaghy blir en vanlig januarieftermiddag hämtad av två mystiska män i kostymer efter att han på skämt har sagt att han tänker spränga skolan i luften. Detta blir senare ett fall för polisen och Matt blir avstängd från skolan.